# Biakwaaierstaart
De biakwaaierstaart (Rhipidura kordensis) is een zangvogel uit de familie Rhipiduridae (waaierstaarten). De vogel komt voor op het eiland Biak (Provincie Papoea, Indonesië). De vogelsoort wordt ook wel opgevat als ondersoort van de vuurstuitwaaierstaart (R. rufiventris).

## Kenmerken
Het is een zangvogel van ongeveer 17 cm lengte. De vogel is van boven donker grijsbruin. De vogel lijkt wat meer op een vliegenvanger, met een grotere kop en een forsere snavel in vergelijk met de andere waaierstaarten. Qua gedrag is het ook minder een typische waaierstaart; de vogel heeft minder de neiging de staart te spreiden en zit vaak als een vliegenvanger rustig op een tak. Opvallend aan het verenkleed is de combinatie van een brede, donkere borstband, witte keel en witte buik.

## Verspreiding en leefgebied
De vogel komt alleen voor op Biak en omliggende kleine eilandjes in de Geelvinkbaai. Het is een vogel van een groot aantal typen bos, vaak de randen van vochtig tropisch regenbos, maar ook mangrove, moessonbos, gebieden met struikgewas en andere vegetaties langs waterlopen in laagland tot 200 meter boven zeeniveau.

## Status
De grootte van de populatie is niet gekwantificeerd en staat als niet bedreigd op de Rode Lijst van de IUCN.